# Ered Luin
En el universo ficticio de Tolkien, las Ered Luin (Montañas Azules en sindarin) son una cadena montañosa que constituía el límite entre Beleriand y Eriador en la Primera Edad del Sol. Tras la Guerra de la Cólera, cuando se hundió gran parte de Beleriand en el Belegaer, las Montañas Azules pasaron a formar el límite entre el reino noldorin de Lindon y el reino de los Dúnedain de Arnor.

## Historia y geografía
Tras la derrota de Morgoth y la caída de Thangorodrim, la mayor parte de las Ered Luin se hundieron junto a casi toda Beleriand; la parte que quedó por encima de las aguas se dividió en dos por el nuevo Golfo de Lhûn, en cuyas costas Círdan, el carpintero de barcos, fundó los Puertos Grises. En la pequeña porción de tierra que quedó al oeste de las Montañas Azules, los elfos sobrevivientes del cataclismo y que no se marcharon a Tol Eressëa fundaron el reino élfico de Lindon, gobernado por Gil-Galad, el último rey supremo de los Noldor en la Tierra Media. 
Las grandes ciudades de los enanos de Belegost y Nogrod estaban ubicadas en esta cordillera, cerca del monte Dolmed, pero fueron destruidas cuando las Ered Luin se quebraron luego de la Gran Batalla. En edades posteriores algunos Enanos se asentaron allí, siendo estos descendientes del pueblo de Durin, en el exilio desde 2810 hasta 2941 T. E.). En 1974 T. E., el rey Arvedui se ocultó en las minas desiertas de los enanos en la zona septentrional de las Ered Luin, tras la caída de Fornost en manos del Rey Brujo de Angmar.

## Ríos y montañas
En la Primera Edad, cuando las Ered Luin constituían una gran barrera montañosa que separaba Beleriand de Eriador, muchos ríos de histórica importancia nacían en sus laderas occidentales. Una de las dos fuentes del Gelion, el denominado «Gelion Mayor», nacía en uno de los brazos montañosos que se extendían hacia el oeste, cerca del límite norte de las mismas, que separaba la llanura de Lothlann de Thargelion; concretamente en la ladera septentrional del monte Rerir, uno de los más importantes picos de las Montañas Azules. El legendario lago Helevorn tenía como límite norte dicho monte, y se extendía a lo largo de las estribaciones del mencionado brazo, siendo este el lugar donde estableció su morada uno de los hijos de Fëanor, Caranthir. 
Muchas millas hacia el sur se ubicaba el monte Dolmed, que marcaba junto al río Ascar el límite septentrional de la región de Ossiriand, «la Tierra de los Siete Ríos», donde habitaban los Laiquendi. Cerca de este lugar, Finrod encontró por primera vez a los Hombres, que acababan de llegar a Beleriand. Además del Ascar, otros ríos nacían en sus laderas occidentales y volcaban sus aguas al Gelion; estos eran, de norte a sur, el Thalos, el Legolin, el Brilthor, el Duilwen y el Adurant. Este último nacía en el extremo sur de las Ered Luin, y en su curso medio se abría en dos brazos, rodeando la isla de Tol Galen, que fue el lugar en donde habitaron Beren y Lúthien después de su retorno de las estancias de Mandos.
En la Segunda y Tercera Edades del Sol, de los restos de la gran cadena montañosa nacían tres ríos importantes. De sus laderas centro-occidentales nacía un largo río sin nombre, que atravesaba todo Lindon y desembocaba en el golfo de Lhûn en un pequeño estuario en donde se asentaba el puerto de Forlond. De las laderas orientales descendían dos ríos importantes: el río Lhûne, que nacía en el extremo norte de las Montañas Azules, y el Lhûne Menor, que nacía en las estribaciones centro-orientales de las Montañas; este último se unía al Lhûne y juntos desembocaban en un gran estuario en el Golfo. En ambas orillas se ubicaban los puertos de Mithlond, es decir, los Puertos Grises.
Las Ered Luin no son solamente una frontera geográfica, sino, de manera más sutil, una frontera temporal, ya que durante la Primera Edad del Sol la historia se desarrolló en las tierras al oeste de ellas, siendo su frontera oriental; mientras que en la Segunda y Tercera Edades del Sol, las historias ocurrieron casi todas en las tierras al este de ellas, siendo su frontera occidental.
Es interesante el detalle, no especificado pero posiblemente deliberado, de que al observar los mapas resulta que el lugar donde los Hombres entraron por primera vez a la historia de la Tierra Media (al ser encontrados por Finrod) y el lugar donde los Elfos aparecen por última vez en estas historias (en los Puertos Grises) es el mismo al pie de las Ered Luin.

## Etimología del nombre
El nombre es de origen sindarin y significa Montañas Azules, compuesto por las palabras Ered, plural de Orod, que se traduce como "Montañas", raíz ÓROT; y Luin que se traduce como "Azul", raíz EL. El nombre en oestron era Montañas Azules. También eran llamadas Ered Lindon, ya que fueron vistas por primera vez desde la tierra de Lindon, otro nombre que recibía Ossiriand.
- Datos: Q1235245